# Karta płatnicza

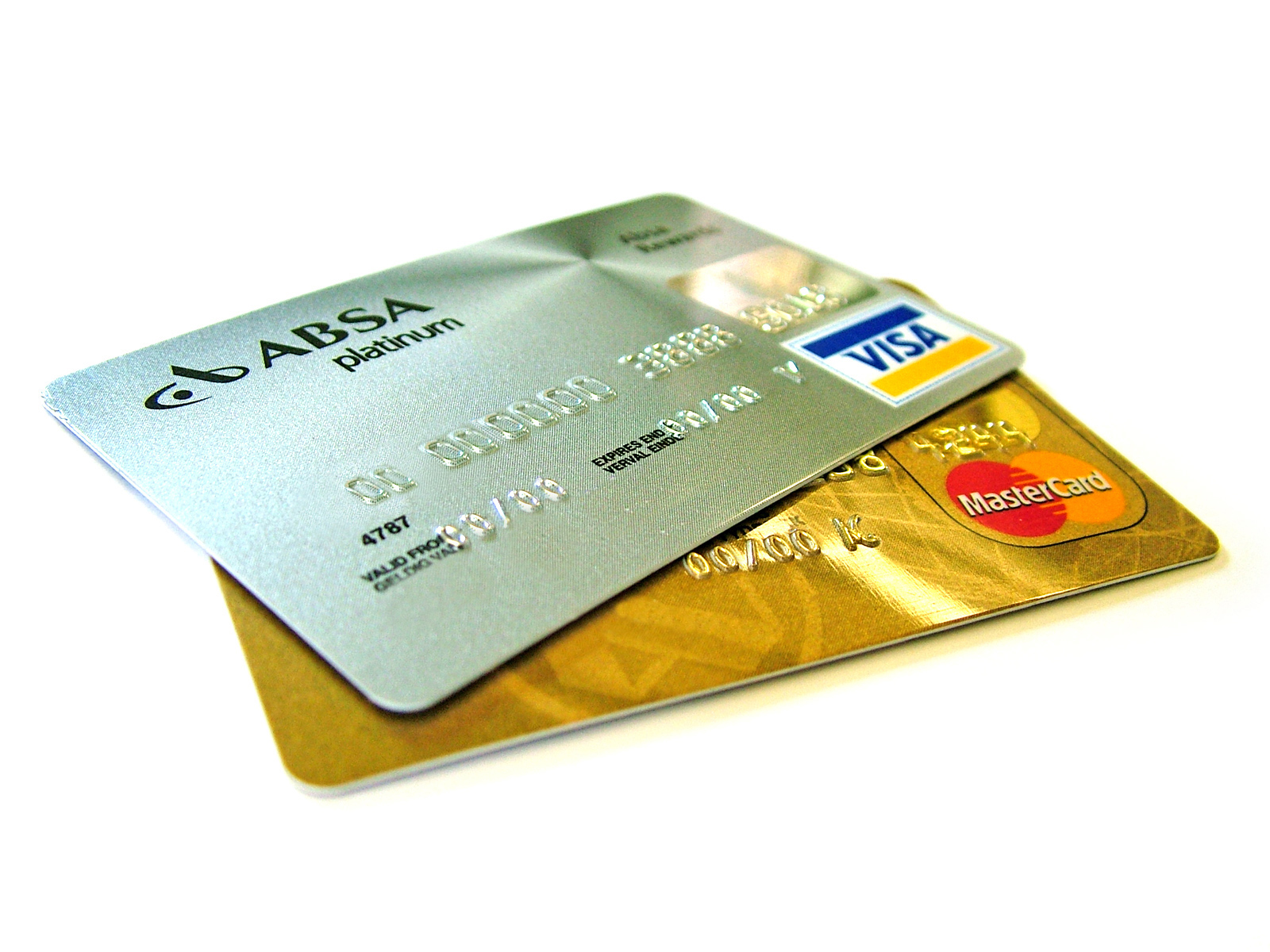
Karta płatnicza

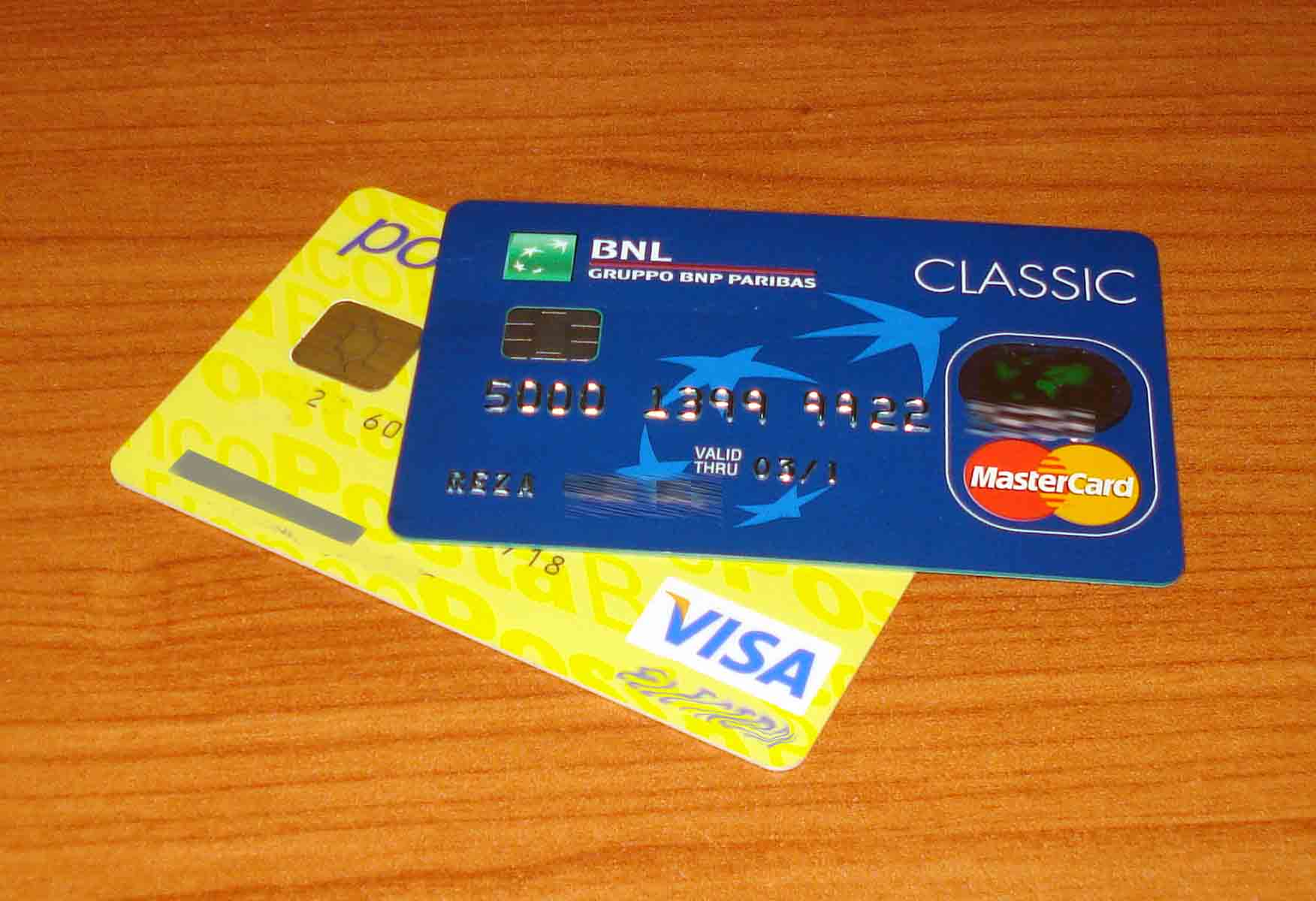
Karta płatnicza

Karta płatnicza – karta uprawniająca do wypłaty gotówki lub umożliwiająca złożenie zlecenia płatniczego za pośrednictwem akceptanta lub agenta rozliczeniowego, akceptowana przez akceptanta w celu otrzymania przez niego należnych mu środków.
Karty płatnicze mogą być wydawane przez banki, niebankowe instytucje finansowe lub takie podmioty, jak sieci handlowe, instytucje pośrednictwa finansowego, stacje paliw czy przedsiębiorstwa telekomunikacyjne.
Najczęściej używane karty płatnicze to: MasterCard, VISA i American Express (AmEx).

## Historia
Pierwsza wzmianka o karcie przedpłaconej pojawiła się już w latach 80. XIX wieku. Edward Bellamy w swojej książce Looking backwards wspomina o możliwości użycia takiego środka płatności. Jego sugestia nie jest jednak pozytywnie odebrana. Kolejne próby stworzenia systemu płatności bezgotówkowych były podejmowane po I wojnie światowej, ale dopiero po 1945 roku pojawiły się pierwsze działające efekty.
Pierwsze karty, funkcjonujące na podobnych zasadach do kart współczesnych, pojawiły się w Stanach Zjednoczonych na początku XX wieku. Ówczesne karty stanowiły upoważnienie do odebrania zamówionego towaru i zapisania kredytu na poczet klienta. Wydawały je duże sieci sklepów i stacje paliw, a podstawą ich pojawienia się był fakt udzielania kredytów. W roku 1914 firma Western Union wprowadziła pierwsze karty obciążeniowe, zaś trzy lata później amerykańska firma Smart&Roebuck oferowała swoim klientom karty z metalu. Klienci mogli w kilku sklepach otrzymać kredyt, o wysokości którego informowały metalowe tabliczki, dość szybko zastąpione dla wygody przez plastik.
W 1946 roku bankier John Biggins wdrożył pierwszą kartę bankową na osiedlu na Brooklynie. Karta Charg-It wspierała płatności u lokalnych sprzedawców. Głównym wymaganiem było, aby zarówno sprzedawca, jak i płatnik posiadali konto w banku Bigginsa. Wiosną 1950 roku powstała firma Diners Club International, która wydała pierwszą uniwersalną kartę pozwalającą na płatności w hotelach i restauracjach. Posiadacz karty na koniec miesiąca dostawał pocztą zestawienie dokonanych transakcji z prośbą o uregulowanie zadłużenia. W ten sposób powstała pierwsza organizacja zajmująca się wydawaniem kart. Pierwszymi użytkownikami były osoby zamożniejsze, które często podróżowały i dzięki temu nie musiały zabierać ze sobą gotówki. Rok później pierwszą kartę kredytową wprowadził nowojorski Franklin National Bank. W ciągu kolejnych lat kolejne banki zdecydowały się wprowadzić własne karty kredytowe.
Pod koniec lat pięćdziesiątych powstał pierwszy system kart płatniczych należący do firmy American Express. Bank of America, wówczas największy bank w Stanach Zjednoczonych, w 1958 roku wydał własną kartę bankową – BankAmericard. Obecnie karta ta znana jest pod nazwą Visa. Kilka lat później, w sierpniu 1966 roku, powstała organizacja ICA (InterBank Card Association, znana teraz jako MasterCard Worldwide). Celem organizacji było stworzenie uniwersalnego systemu płatności bezgotówkowych o ogólnokrajowym zasięgu.
Przez kolejne lata, Mastercard poszerzał zasięg swojego systemu dołączając kolejne banki. W 1968 roku ICA stała się organizacją o międzynarodowym zasięgu poprzez dołączenie meksykańskiego banku. Obsługa turystów amerykańskich posługujących się kartami płatniczymi w Europie zrodziła potrzebę rozwoju tego instrumentu płatniczego również na Starym Kontynencie. Przezwyciężenie starych nawyków przyczyniło się do powstania bardzo różnych zasad, na których karty płatnicze były oferowane w Europie. Aby zaradzić brakowi jednolitości w tym obszarze, wypracowano przepisy prawne uznające karty płatnicze za legalny środek płatniczy, który funkcjonował obok pieniądza właściwego, czeków i weksli. Banki europejskie i japońskie dołączyły do ICA.
W roku 1968 opublikowana została technologia elektronicznej wymiany danych – EDI, która później została wykorzystana jako podstawa płatności elektronicznych.
Pierwszy bankomat umożliwiający podjęcie gotówki z konta powstał w 1975 r.
W latach 80. XX wieku ICA rozszerza swoje wpływy na inne kontynenty. W tym czasie również przeprowadzona zostaje pierwsza transakcja wymagająca PINu do karty. W 1983 roku STMicroelectronics wprowadził na rynek pierwsze telefoniczne karty prepaidowe do swojej oferty.

### Karty płatnicze w Polsce
Pierwszymi kartami, akceptowanymi w Polsce od końca lat 60., były karty Diners Club. Karty płatnicze jednak nie były jeszcze wtedy wydawane w Polsce, a posługiwali się nimi tylko cudzoziemcy przebywający czasowo na jej terenie. Akceptowane one były w ok. 500 punktach w Polsce, głównie w hotelach i restauracjach, w których pojawiali się zazwyczaj zagraniczni turyści. Karty były także akceptowane w sklepach Przedsiębiorstwa „Pewex”, Przedsiębiorstwa Handlu Zagranicznego „Baltona”, Centrali Przemysłu Ludowego i Artystycznego „Cepelia” i Desy Krajowej. Dział ds. Legitymacji Kredytowych Polskiego Biura Podróży Orbis był jednostką odpowiedzialną za rozliczanie transakcji kartami płatniczymi. W latach 80. XX w. w Polsce Bank Pekao S.A. wydał pierwsze karty identyfikacyjne i zainstalował pierwszy bankomat. W 1990 r. ze struktur firmy Orbis wyodrębniono dział zajmujący się akceptacją kart płatniczych, tworząc spółkę Polcard. Pierwszą kartą Visa wydaną w kraju była karta Banku Inicjatyw Gospodarczych SA z 1991 r.

## Rodzaje kart płatniczych
W zależności od przyjętego kryterium klasyfikacji, można usystematyzować karty np. ze względu na sposób rozliczania, budowę karty, funkcje użytkowe, obszar, na którym są akceptowane, korzyści dodatkowe, jakie uzyskuje posiadacz karty.

### Podział ze względu na sposób rozliczania transakcji
- Bankomatowa to karta debetowa o ograniczonych funkcjach. Może być wykorzystywana jedynie do transakcji w bankomatach i jest powiązana z rachunkiem klienta w banku.
- Charge – karty z odroczonym terminem płatności funkcjonują na zasadzie „pay later”. Są one wydawane przez banki i inne instytucje finansowe. Są powiązane z rachunkiem klienta i można z nich korzystać w bankomatach i punktach akceptujących karty. Warunki ograniczające wydawanie kart charge to: określony status finansowy klienta, indywidualny limit karty i zasady spłaty transakcji w miesięcznym okresie rozliczeniowym. W przeciwieństwie do kart kredytowych przy tego rodzaju kartach posiadacz nie może spłacić tylko części zadłużenia. Posiadacz jest zobligowany do spłaty całej kwoty zadłużenia w terminie wyznaczonym w umowie[9].
- Debetowe – karty wydawane do rachunku bankowego typu „pay now”. Obciążają one konto posiadacza na kwotę transakcji w momencie jej wykonywania. Teoretycznie kwota transakcji nie może przekroczyć stanu konta posiadacza karty. W praktyce możliwe jest otworzenia przez bank salda debetowego lub kredytu na koncie osobistym.
- Kredytowe – karty funkcjonujące na zasadzie „pay later”. Za przeprowadzone transakcje klient płaci z opóźnieniem. Związane są z przyznaniem przez wydawcę karty limitu kredytowego. Wydawca udziela kredytu posiadaczowi karty (zazwyczaj oprocentowanego). Użytkownik karty okresowo dostaje rozliczenie transakcji wykonanych kartą. Najczęściej przyznawaną karta kredytową jest tzw. „revolving credit card”. Instytucja wydająca kartę, po oszacowaniu zdolności kredytowej klienta, przyznaje miesięczny limit kredytu. Karta ma określoną minimalną kwotę jego spłaty. Limit ten odnawiany jest w cyklu miesięcznym.
- Przedpłacone – karty funkcjonujące na zasadzie „pay before” pełnią rolę „elektronicznej portmonetki”. Dokonanie transakcji tą kartą wymaga wcześniejszego zasilenia karty kwotą, do wysokości której następnie autoryzowane są transakcje. Karta taka nie jest związana z rachunkiem osobistym i może być wydana „na okaziciela”, tzn. bez personalizacji karty, jako np. karta podarunkowa. Karty te dzielą się na takie z możliwością doładowania i takie, które tej możliwości nie mają.

### Podział ze względu na technologię zapisu danych
- Wypukłe (embosowane) – informacje o karcie, takie jak nazwa posiadacza, numer karty, data ważności są wytłoczone na karcie. Obecnie „czyste” karty wypukłe są praktycznie niespotykane. Zwykle posiadają również pasek magnetyczny lub chip. Wypukłość liter pozwala na zastosowanie karty w imprinterach (tzw. żelazkach) umożliwiających dokonanie transakcji płatniczej manualnie, tj. bez urządzeń elektronicznych.
- Magnetyczne – nośnikiem informacji jest pasek magnetyczny, na którym zapisane są na 2 ścieżkach (rzadziej 3) informacje pozwalające na dokonanie transakcji (numer karty, data ważności itd.). Na karcie tego typu nie jest zapisywany numer PIN, służący do uwierzytelnienia transakcji.
- Z układem elektronicznym (potocznie zwane kartami chipowymi) – są bezpieczniejsze od kart z paskiem magnetycznym. Standard obsługi transakcji jest opracowywany przez organizację EMV(inne języki) Co. zrzeszającą największych wydawców kart: Europay, MasterCard i Visa (stąd nazwa standardu EMV).
- Zbliżeniowe (bezstykowa, contactless) – karta z układem elektronicznym, ale dodatkowo mająca wbudowaną antenkę pozwalającą na bezkontaktowe (szybsze) przeprowadzanie transakcji. Bezgotówkowe transakcje do 100 zł nie są potwierdzane kodem PIN. Na rynku znajdują się obecnie dwa konkurujące ze sobą systemy kart bezstykowych: Visa payWave i MasterCard PayPass. Technologia ta pozwala na zamieszczanie funkcji karty płatniczej nie tylko na wystandaryzowanej formie kawałka plastiku, ale także np. w zegarkach, breloczkach czy telefonach komórkowych.
- Wirtualne – karta jest jedynie zarejestrowanym w systemie rozliczeniowym numerem – nie jest wydawana w fizycznej postaci (z paskiem magnetycznym, czy też chipem). Nie można więc dokonywać nią żadnych transakcji w POS-ach i bankomatach – można nią realizować tylko transakcje typu „card not present”, np. za zakupy w Internecie. Pod względem sposobu rozliczenia transakcji jest ona podobna do karty przedpłaconej.

### Podział ze względu na zasięg ich funkcjonowania
- Karta lokalna – służy do dokonywania transakcji jedynie na terytorium kraju, w którym siedzibę ma wydawca karty.
- Karta międzynarodowa – służy do dokonywania transakcji na terytorium kraju, w którym siedzibę ma wydawca karty oraz poza jego granicami w każdym punkcie lub bankomacie oznaczonym logo danej karty. Mianem systemów kart międzynarodowych można określić – między innymi Visa, Eurocard/MasterCard, Diners Club oraz American Express.

### Podział kart według segmentu zamożności klientów
Podział marketingowy odnoszący się do klasyfikacji klientów według poziomu ich zamożności. Każdy rodzaj kart niesie ze sobą inne korzyści w zależności od zasad ustalonych przez wydawcę karty. Można wyróżnić:
- Karty Classic,
- Karty Silver,
- Karty Gold,
- Karty Platinum,
- Karty ekskluzywne (np. Visa Infinite, World Signia, Diners Club Carte Blanche, American Express Centurion Card[10])

### Podział kart ze względu na użytkownika
- Karty dla klientów indywidualnych.
- Karty dla klientów instytucjonalnych – firmowe (business, corporate)
- Karty na okaziciela (dotyczy niektórych kart przedpłaconych).

Karty mogą być również spersonalizowane – odpowiednio do gustu użytkownika (pachnące, składane, fosforyzujące, metalowe, drewniane, wycinane czy inkrustowane diamentami).

## Bezpieczeństwo
Bezpieczeństwo posługiwania się kartami magnetycznymi zapewnia przede wszystkim kod PIN (Personal Identification Number). Umożliwia on uwierzytelnienie osoby posługującej się kartą. Urządzenie realizujące transakcję odczytuje z karty zawarte w niej informacje dotyczące banku-wydawcy karty, numeru karty oraz daty ważności. Numer karty wraz z kodem PIN są szyfrowane za pomocą algorytmu DES lub 3DES i wysyłane do wystawcy karty w celu ich weryfikacji. Wystawca sprawdza, czy podany PIN jest zgodny z zapisanym w bazie danych wystawcy dla danej karty i w przypadku pozytywnej weryfikacji wskazuje numer rachunku płatniczego, z którym związana jest dana karta. Następnie wysyłane jest zapytanie do systemu księgowego wydawcy w celu autoryzacji kwoty transakcji na danym rachunku. W przypadku pozytywnej odpowiedzi transakcja jest zatwierdzana.
Większy poziom bezpieczeństwa oferują karty chipowe. Charakteryzują się one bezpieczną kontrolą dostępu, możliwością szyfrowania i deszyfrowania informacji, a także możliwością generowania i weryfikowania podpisów cyfrowych.
W przypadku kart elektronicznych EMV, w zależności od ustawień karty i terminala, kod PIN może być weryfikowany przez sam mikroprocesor karty, bez łączności z systemem informatycznym banku. Zmiana kodu PIN dokonana w bankomacie (udostępniającym taką funkcję) jest skuteczna natychmiast, gdyż podczas tej operacji nowe klucze szyfrujące są zapisywane w mikroprocesorze karty. Zlecenie zmiany kodu PIN złożone przez telefon, bankowość internetową lub w oddziale banku zostanie zarejestrowane w systemie informatycznym, ale synchronizacja danych z mikroprocesorem karty nastąpi dopiero podczas najbliższej płatności z jego użyciem i tylko wtedy, gdy terminal nawiąże łączność z systemem wydawcy karty.
Aby zapewnić bezpieczeństwo dla danych posiadacza karty płatniczej, sprzedawcy, którzy akceptują płatności kartami płatniczymi, a następnie przetwarzają te dane, są zobowiązani przestrzegać norm Payment Card Industry Data Security Standard.
Zgubioną lub skradzioną kartę trzeba jak najszybciej zastrzec w banku wydawcy lub telefonicznie. Straty powstałe od momentu zastrzeżenia karty pokrywa wydawca karty, pod warunkiem, że płatnikowi nie można przypisać winy umyślnej.

## Organizacje wydające karty płatnicze
Największe organizacje zajmujące się wydawaniem kart płatniczych na świecie to:
- Visa International, Visa U.S.A., Visa Europe
- MasterCard Worldwide, MasterCard International
- Diners Club
- American Express
- Japan Credit Bureau
- China UnionPay

## Liczba transakcji
Według raportu Narodowego Banku Polskiego „Zwyczaje płatnicze Polaków” (2013) w 82 proc. transakcji detalicznych królowała gotówka, 77 proc. dorosłych Polaków miało rachunek oszczędnościowo-rozliczeniowy, a 66 proc. kartę płatniczą. Płatności o wartości mniejszej (do 20 zł) stanowiły 42 procent wszystkich transakcji ogółem, średnia wartość płatności gotówką – detalicznej wyniosła 38 zł. Średnia wartość zapłaty kartą zbliżeniową to 25 zł, kartą debetową 89 zł, kartą kredytową 132 zł, przelewem 164 zł.